# 菲尔索夫环形山
菲尔索夫环形山（Firsov）是位于月球背面赤道区的一座大撞击坑，约形成于38.5-38亿年前的早雨海世，其名称取自前苏联火箭工程师格奥尔基·弗罗洛维奇·菲尔索夫（Georgiy Frolovich Firsov，1917年-1960年），1970年被国际天文学联合会正式接受。

## 描述

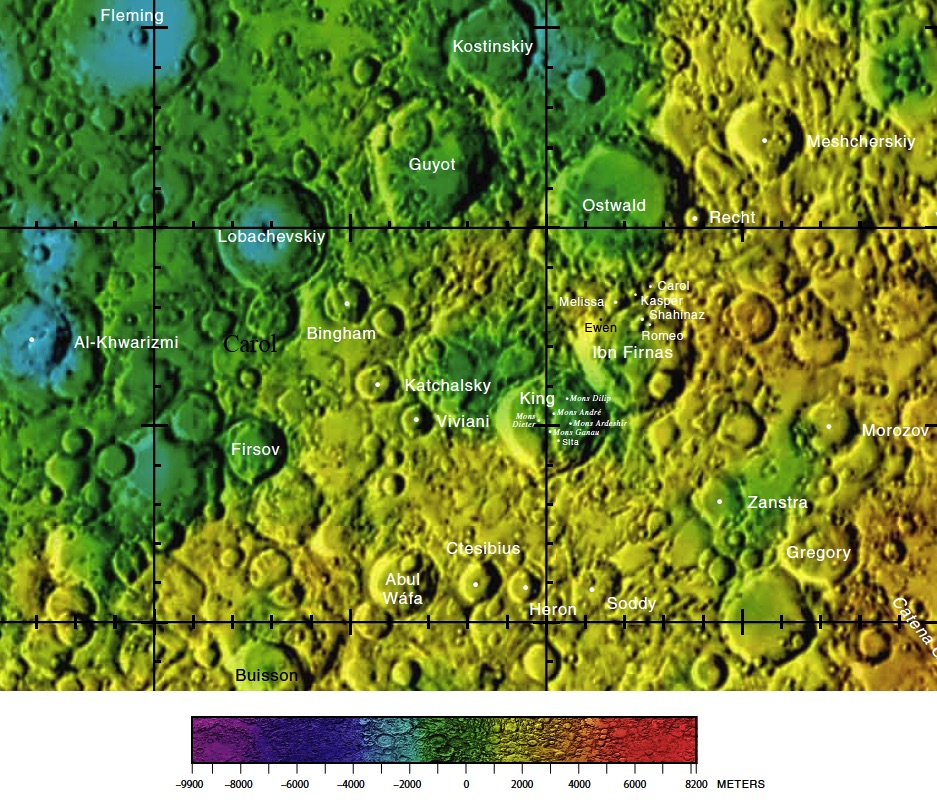
菲尔索夫环形山的周边，月球背面区域图。

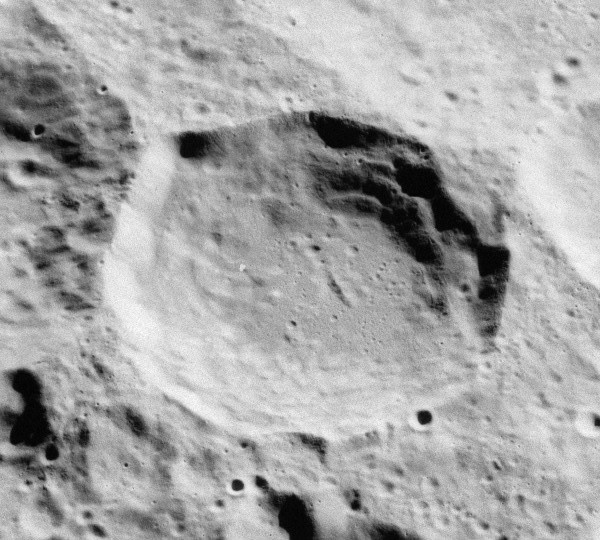
阿波罗16号拍摄的菲尔索夫环形山西南向斜视图

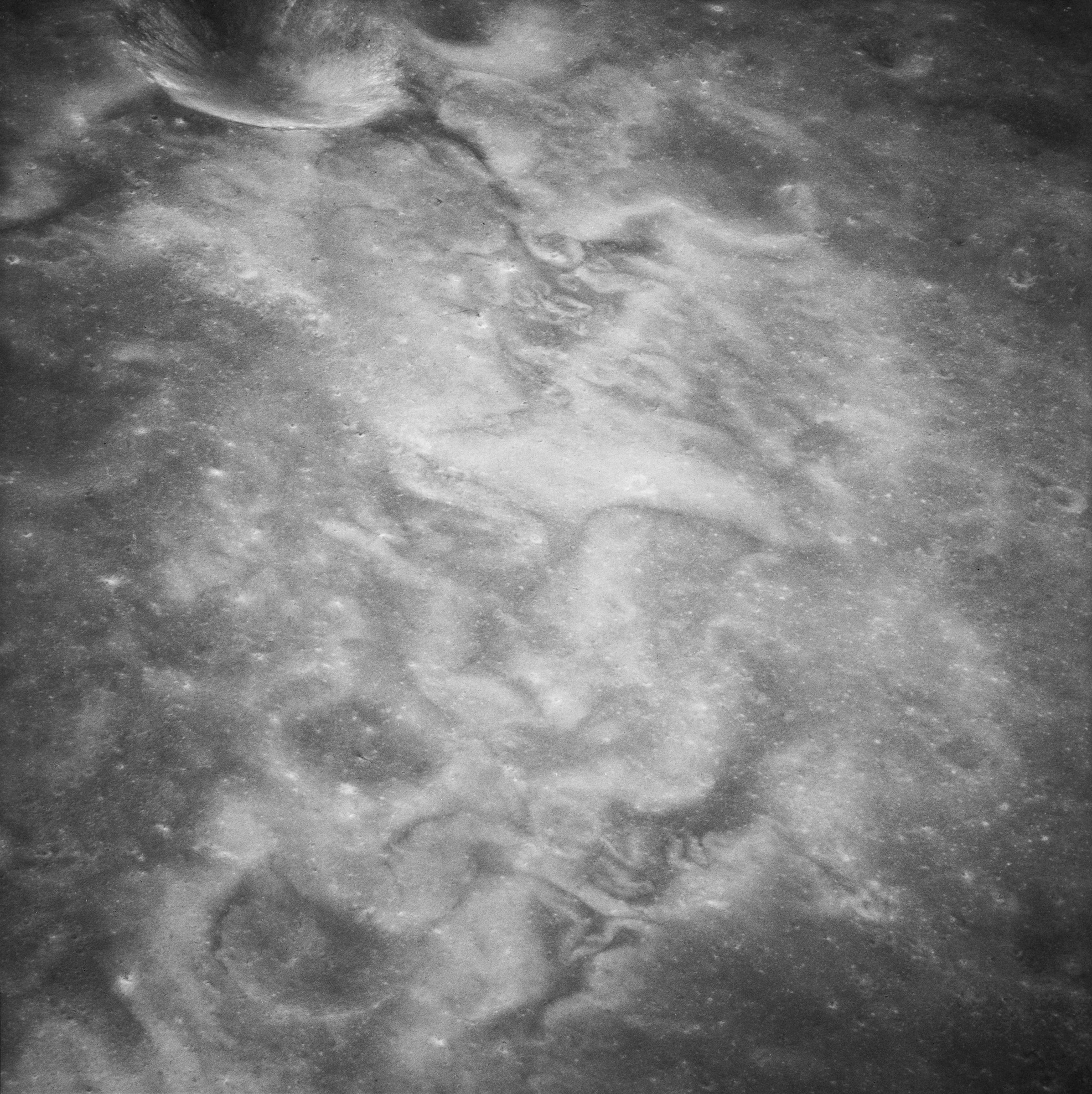
菲尔索夫环形山东面高反照率旋涡状结构

该陨坑西北靠近古老的花拉子密环形山、北面坐落了更大的罗巴切夫斯基环形山、较小的卡恰尔斯基陨石坑和维维亚尼陨石坑位于它的东北偏东、它的东南和南面分别毗邻阿布·瓦法环形山和比松环形山。该陨坑中心月面坐标为4°12′N 112°42′E / 4.2°N 112.7°E，直径51.00公里，深约2.361公里。
菲尔索夫环形山外观轮廓圆状，沿南侧和西侧各有一个外突的小尖角。该陨坑坑壁已部分磨损，但沿边缘未见有明显的撞击坑，环内侧壁分布有阶坡结构残迹，坡底堆积有坍塌形成的岩屑堆。它的坑壁最大高出周边地形1130米，内部容积约有2094.42立方千米，低反照率的坑底表面相对平坦，没有其它醒目的地貌结构。
在该陨坑东面一座大无名坑平坦的坑底上分布有一处类似赖纳尔伽玛和界海中相同结构的高反照率涡状特征。

## 卫星陨石坑
按惯例，最靠近菲尔索夫环形山的卫星坑将在月图上以字母标注在它的中心点旁边。

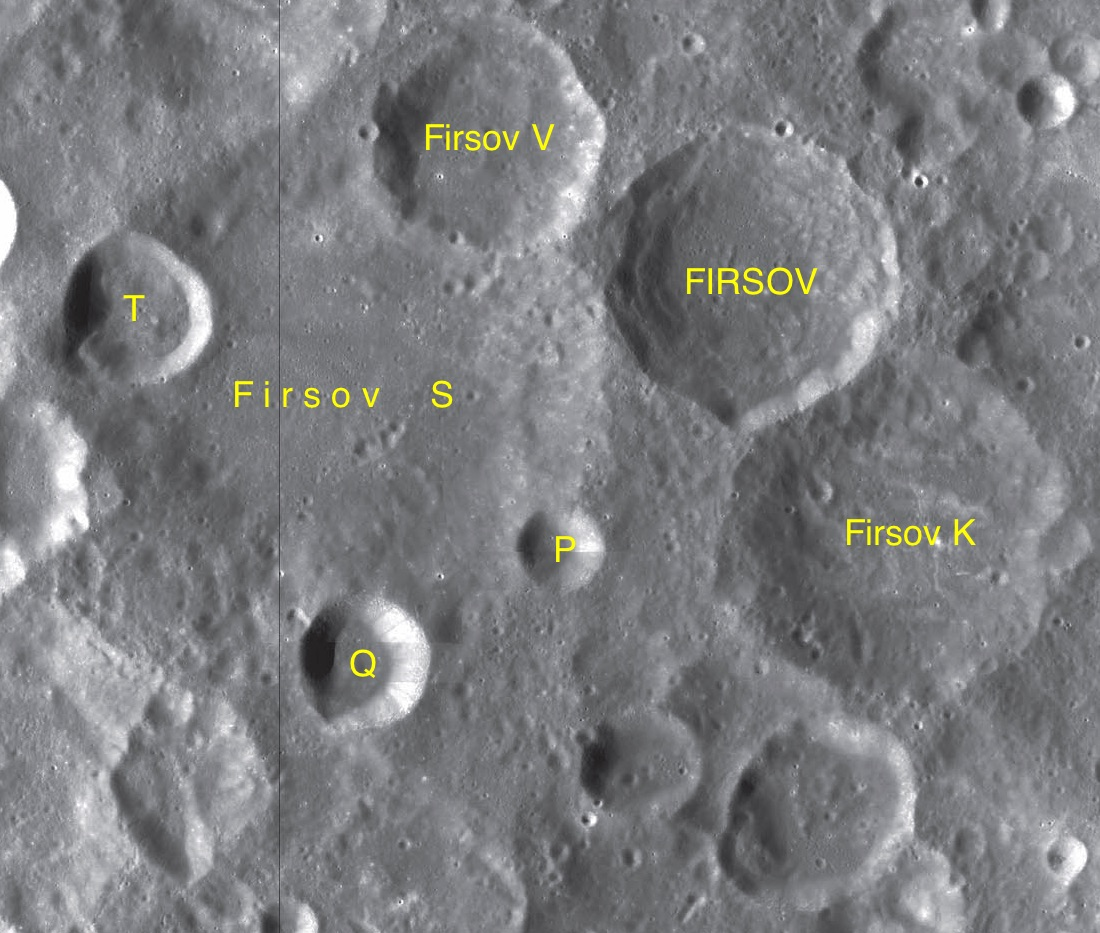
LAC-64和LAC-65拼接图

| 菲尔索夫 | 纬度    | 经度      | 直径      |
| -------- | ------- | --------- | --------- |
| K        | 2.75° N | 113.51° E | 57.77公里 |
| P        | 2.63° N | 111.61° E | 15.30公里 |
| Q        | 1.99° N | 110.49° E | 23.15公里 |
| S        | 3.34° N | 110.27° E | 104.2公里 |
| T        | 4.00° N | 109.19° E | 26.83公里 |
| V        | 5.00° N | 111.20° E | 40.96公里 |

- 卫星坑"菲尔索夫 S"约形成于前酒海纪[1]；
- 卫星坑"菲尔索夫 V"约形成于酒海纪[1]。

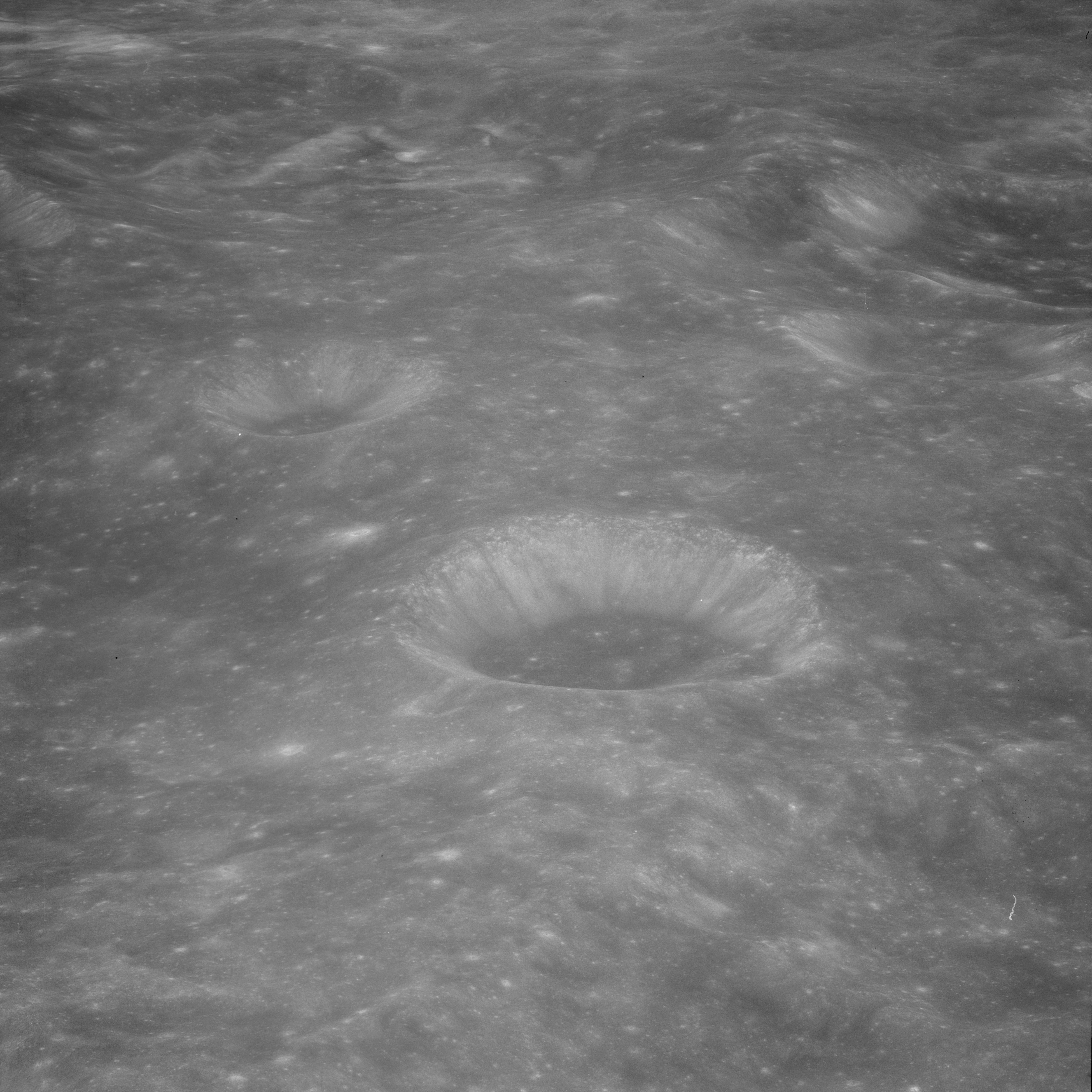
阿波罗11号拍摄的菲尔索夫 Q

## 另请参阅
- Andersson, L. E.; Whitaker, E. A. . NASA RP-1097. 1982.
- Blue, Jennifer. . USGS. July 25, 2007  [2007-08-05]. （原始内容存档于2019-12-05）.
- Bussey, B.; Spudis, P. . New York: Cambridge University Press. 2004. ISBN 978-0-521-81528-4.
- Cocks, Elijah E.; Cocks, Josiah C. . Tudor Publishers. 1995. ISBN 978-0-936389-27-1.
- McDowell, Jonathan. . Jonathan's Space Report. July 15, 2007  [2007-10-24]. （原始内容存档于2019-06-21）.
- Menzel, D. H.; Minnaert, M.; Levin, B.; Dollfus, A.; Bell, B. . Space Science Reviews. 1971, 12 (2): 136–186. Bibcode:1971SSRv...12..136M. doi:10.1007/BF00171763.
- Moore, Patrick. . Sterling Publishing Co. 2001. ISBN 978-0-304-35469-6.
- Price, Fred W. . Cambridge University Press. 1988. ISBN 978-0-521-33500-3.
- Rükl, Antonín. . Kalmbach Books. 1990. ISBN 978-0-913135-17-4.
- Webb, Rev. T. W.  6th revised. Dover. 1962. ISBN 978-0-486-20917-3.
- Whitaker, Ewen A. . Cambridge University Press. 1999. ISBN 978-0-521-62248-6.
- Wlasuk, Peter T. . Springer. 2000. ISBN 978-1-85233-193-1.